# Forças Armadas Canadianas
As Forças Canadenses (em francês:  Forces armées canadiennes) são formadas pela Marinha Real, pelo Exército e pela Força Aérea, mais o Comando do Canadá (CANCOM), pelo Comando da Força Expedicionária Canadense (CEFCOM) e pelo Comando das Forças de Operações Especiais do Canadá (CANSOFCOM).
O atual sistema das Forças Armadas do Canadá foi instituído em 1 de fevereiro de 1968, quando o governo uniu o Exército (originalmente chamado de Force Mobile Command), a Marinha e a Força Aérea do país num único corpo unificado, o Canadian Forces). O Canadá é um dos poucos países desenvolvidos do mundo a organizar suas forças militares desta maneira. A Força Expedicionária e o CEFCON foram formados em 1 de fevereiro de 2006.
Segundo a Constituição do Canadá, o rei Carlos III é o Comandante-em-Chefe das Forças Armadas do Canadá. Porém, desde 1904, o monarca canadense permite que o seu representante no país, o Governador Geral, exerça esta tarefa. O atual Comandante em Chefe das Forças Armadas do Canadá é Jonathan Vance.
Sob o sistema parlamentar de Westminster, porém, o Primeiro-Ministro é de fato o Comandante das Forças Armadas canadense, Chief of Defence Staff. O Gabinete possui um oficial encarregado do Ministério de Defesa Nacional (MND), que responde ao Primeiro-Ministro. Este toma as principais decisões , em conjunto com o Parlamento. Declarações de guerra precisam ser assinadas pelo monarca ou pelo Governador Geral.
As Forças Armadas do Canadá estão sediadas em Ottawa, Ontário.